# Platyja subunita
Platyja subunita är en fjärilsart som beskrevs av Achille Guenée 1852. Platyja subunita ingår i släktet Platyja och familjen nattflyn. Inga underarter finns listade i Catalogue of Life.